# Eli Marom
Eliezer Marom, detto Eli (in ebraico אליעזר "אלי" מרום‎?; Sde Eliezer, 13 novembre 1955), è un generale israeliano, noto per esser stato comandante della marina militare israeliana dal 2007 al 2011. È soprannominato Chyni ("cinese" in ebraico) a causa dei suoi occhi a mandorla, dovuti al fatto che sua madre era di origine cinese..

## Biografia
I genitori di Marom si conobbero in Cina. Il padre era un ebreo tedesco, rifugiatosi in Cina durante la Seconda guerra mondiale; la madre era nata li, figlia di un cinese e di un'ebrea russa. In seguito emigrarono in Israele, e Marom nacque nel Moshav di Sde Eliezer, nella Valle di Hula. Ha studiato ingegneria militare ad Acri, dove il suo comandante lo soprannominò Chyni. Nel 1975 iniziò la sua carriera militare.
Nel corso della sua carriera, Marom ha ricoperto molti dei più importanti ruoli nella marina israeliana. Secondo il quotidiano Haaretz, negli anni è stato molto elogiato per le sue abilità come comandante, ma a causa del suo carattere ha avuto molte difficoltà nel fare carriera, superate grazie alla sua condotta durante la Guerra in Libano nel 2006.
Dal 2015 è a capo dell'Autorità Aeroportuale Israeliana.

## Vita privata
Marom ha una moglie, Ora, e tre figli.